# Brachymeria pedalis
Brachymeria pedalis är en stekelart som först beskrevs av Cresson 1872.  Brachymeria pedalis ingår i släktet Brachymeria och familjen bredlårsteklar. Inga underarter finns listade.